# Hemidactylus tasmani
Hemidactylus tasmani este o specie de șopârle din genul Hemidactylus, familia Gekkonidae, descrisă de John Hewitt în anul 1932.
Este endemică în Zimbabwe. Conform Catalogue of Life specia Hemidactylus tasmani nu are subspecii cunoscute.